# Arrow (televizijska serija)
Arrow je američka televizijska serija koju su stvorili Greg Berlanti, Marc Guggenheim i Andrew Kreisberg. Na temelju lika Green Arrowa, superjunačkog protagonista serije stripova koju je objavio DC Comics, emitirana je na The CW kanalu. Bila je to prva serija takozvanog Arrowversea, nakon čega je uslijedila spin-off serija: The Flash i Legends of Tomorrow, obje umetnute u isti svemir. Voditelji serije su Greg Berlanti, Marc Guggenheim i Andrew Kreisberg.
Serija je bila usredotočena na Oliver Queena, kojeg glumi Stephen Amell, koji se, nakon pet godina provedenih na pustom otoku, vraća u svoj rodni grad Starling City kao maskirani osvetnik Green Arrow. U glavnoj glumačkoj postavi bili su i Emily Bett Rickards, David Ramsey, Willa Holland, Paul Blackthorne, Katie Cassidy, Colin Donnell, Manu Bennett, Colton Haynes, John Barrowman, Susanna Thompson, Echo Kellum, Josh Segarra, Rick Gonzalez i Juliana Harkavy. Serija se uglavnom snimala u Vancouveru, Britanska Kolumbija, Kanada.
Emitira se od 10. listopada 2012. s prvom sezonom na The CW kanalu. Osma i posljednja sezona emitirana je na The CW kanalu od 15. listopada 2019. do 28. siječnja 2020. godine.

## Radnja
Protagonist Arrowa je milijarder Oliver Queen koji se vraća u Starling City nakon što je preživio brodolom i proveo pet godina na pustom otoku. Otok, otkriven tijekom sezona, je Lyan Yu u Sjevernom kineskom moru. Vrateći se ima cilj eliminirati ljude koje je njegov pokojni otac proglasio krivima za izdaju svog grada dovodeći ga u degradaciju sa svim vrstama zločina i korupcije. Preuzima identitet maskiranog osvetnika koji se noću, uz podršku pouzdanih suradnika, bori protiv kriminala.
Oliverov tim prvotno čine John Diggle, bivši vojnik specijalnih snaga američke vojske i Felicity Smoak, računalno pametna štreberica koja polako postaje stalni član Tima Arrow, kroz sezone tim se mjenja.

## Pregled serije
Serija se u Hrvatskoj od prve pa do šeste sezone prikazivala na Doma TV kanalu, od sedme sezone prikazuje se na Nova TV.
| Sezona | Sezona   | Broj Epizoda | SAD emitiranje      | SAD emitiranje     | Hrvatsko emitiranje | Hrvatsko emitiranje |
| Sezona | Sezona   | Broj Epizoda | Premijera sezone    | Finale sezone      | Premijera sezone    | Finale sezone       |
| ------ | -------- | ------------ | ------------------- | ------------------ | ------------------- | ------------------- |
|        | 1.       | 23           | 10. listopada 2012. | 15. svibnja 2013.  | 30. lipnja 2015.    | 30. srpnja 2015.    |
|        | Specijal | Specijal     | 2. listopada 2013.  | 2. listopada 2013. | 31. srpnja 2015.    | 31. srpnja 2015.    |
|        | 2.       | 23           | 9. listopada 2013.  | 14. svibnja 2014.  | 31. srpnja 2015.    | 1. rujna 2015.      |
|        | 3.       | 23           | 8. listopada 2014.  | 13. svibnja 2015.  | 2. rujna 2015.      | 2. listopada 2015.  |
|        | 4.       | 23           | 7. listopada 2015.  | 25. svibnja 2016.  | 25. lipnja 2018.    | 25. srpnja 2018.    |
|        | 5.       | 23           | 5. listopada 2016.  | 24. svibnja 2017.  | 26. srpnja 2018.    | 27. kolovoza 2018.  |
|        | 6.       | 23           | 12. listopada 2017. | 17. svibnja 2018.  | 28. kolovoza 2018.  | 27. rujna 2018.     |
|        | 7.       | 22           | 15. listopada 2018. | 13. svibnja 2019.  | 15. listopada 2021. | 25. listopada 2021. |
|        | 8.       | 10+1         | 15. listopada 2019. | 28. siječnja 2020. | 23. kolovoza 2022.  | 2. rujna 2022.      |
|        | Specijal | Specijal     | 28. siječnja 2020.  | 28. siječnja 2020. | 3. rujna 2022.      | 3. rujna 2022.      |

## Glumačka postava
- Stephen Amell kao Oliver Queen / Green Arrow / Arrow
- Emily Bett Rickards kao Felicity Smoak / Overwatch
- David Ramsey kao John Diggle / Spartan
- Katie Cassidy kao Laurel Lance / Black Canary / Laurel Lance sa Zemlje-2 / Black Siren
- Colin Donnell kao Tommy Merlyn
- Willa Holland kao Thea Queen / Speedy
- Susanna Thompson kao Moira Queen
- Paul Blackthorne kao Quentin Lance
- Colton Haynes kao Roy Harper / Arsenal
- Manu Bennett kao Slade Wilson / Deathstroke
- John Barrowman kao Malcolm Merlyn / Dark Archer
- Echo Kellum kao Curtis Holt / Mister Terrific
- Josh Segarra kao Adrian Chase / Prometheus
- Rick Gonzalez kao Rene Ramirez / Wild Dog
- Juliana Harkavy kao Dinah Drake / Black Canary
- Kirk Acevedo kao Ricardo Diaz
- Sea Shimooka kao Emiko Queen / Green Arrow
- Katherine McNamara kao Mia Smoak / Blackstar / Mia Queen / Green Arrow
- Ben Lewis kao William Clayton
- Joseph David-Jones kao Connor Hawke
- LaMonica Garrett kao Mar Novu / The Monitor / Mobius / Anti-Monitor

## Produkcija

### Razvoj
Arrow su razvili Greg Berlanti, Marc Guggenheim i Andrew Kreisberg, dok je pilot epizodu režirao David Nutter.
Seriju je kupila televizijska mreža CW 11. svibnja 2012., a emitirana je 10. listopada 2012. Stephen Amell je 22. listopada 2012. putem svog Twitter računa potvrdio da je CW mreža naručila cijelu prvu sezonu nakon odlične ocjene prve dvije epizode. CW je 11. veljače 2013. obnovio seriju za drugu sezonu koja je emitirana 9. listopada 2013. godine. Gordon Verheul, koji je prethodno radio na nekoliko epizoda Smallvillea, pobrinuo se za fotografiju nekih epizoda.
CW je 13. veljače 2014. obnovio seriju za treću sezonu, dok je u sljedećim mjesecima najavljena produkcija spin-offa The Flash, inspiriranog likom Flasha.

### Crossover
Likovi, koji dijele isti svemir, također se pojavljuju u nekim epizodama serije The Flash, također u četvrtoj sezoni dogodila se crossover epizoda s Constantine serijom, gdje se pojavljuje protagonist, Matt Ryan. Također u prvoj epizodi četvrte sezone, tijekom jednog od brojnih flashbackova protagonista, može se vidjeti kako razgovara s Amandom Waller u baru u Coast Cityju. Na početku scene, čovjeku je uokvirena kožna jakna i oznaka "Jordan". Ovo je vjerojatna referenca na Hal Jordana, alter ego Green Lanterna, još jednog DC Comics lika. Nakon manipulacije Wallerom, Oliver će se vratiti na otok i tamo će imati svoj prvi susret s Constantineom i svijetom nadnaravnog.
U četvrtoj sezoni dvostruka epizoda prekrižena s The Flash koja biva pilot epizodom za seriju Legends of Tomorrow.
2016. je snimljen crossover između Arrowa (5. sezona),The Flasha (3. sezona), Legends of Tomorrow (2. sezona) i serije Supergirl (2. sezona), koja je smještena u isti narativni svemir, ali u drugoj dimenziji, (Earth-38). Priča je podijeljena u četri epizode podijeljene između spomenutih TV serija i prati likove kako se suočavaju s vanzemaljskom rasom poznatom kao Dominatorsi.
Sljedeće godine, 2017. novi crossover, "Crisis on Earth-X", vodi tim Arrow, tim Flash i Supergirl na drugu Zemlju (Earth-X), gdje su njihovi dvojnici dio nacističke diktature (koja uključuje i Eobard Thawnea / Anti-Flasha, ali pod krinkom Harrisona Wellsa).
U 2018. godini na redu je još jedan crossover, u samo tri epizode i podijeljen između Arrowa (7. sezona), Flasha (5. sezona) i Supergirl (4. sezona), pod nazivom "Elseworlds" (u počast seriji DC Comics koja je istraživala varijacije kanonskih likova) vidi dolazak stvorenja zvanog Monitor, koji promatra Multiverse i koji čeka vrlo važan događaj, a nadovezuje se na crossover "Crisis on Infinite Earths" kojeg su objavili 2019. godine, a završen je početko 2020. godine.

## Spin-off
Dvostruka epizoda druge sezone "The Scientist" i "The Three Ghosts", bila je pilot za spin-off serije The Flash, koja se emitira od 7. listopada 2014. godine. Protagonist, Grant Gustin, igra ulogu Barryja Allena / Flasha.
Godine 2015. CW je također najavio suradnju s DC Comicsom: u tijeku je nova animirana serija Vixen. Osobitost ove serije je u tome što je, unatoč animiranju, bila smještena u isti svemir kao i Arrow, svojevrsni spin-off izvorne serije.
Godine 2016. započeo je program drugog live-action spin-offa serije Legends of Tomorrow, u kojoj glume Brandon Routh i Caity Lotz, koji su se već pojavili u Arrowu u svojim ulogama Raya Palmera i Sare Lance, zajedno s Victorom Garberom, koji se pojavio u Flashu, u ulozi Martina Steina.
U 2019. godini najavljen je potencijalni spin-off postavljen 2040. godine pod nazivom Green Arrow and the Canaries koji će pratiti živote Mie Smoak kao Green Arrow i Laurel Lance i Dinah Drake kao Canaries. Kasnije je deveta epizoda osme sezone Arrowa, koja je emitirana 21. siječnja 2020., bila pilot za taj spin-off. CW je 8. siječnja 2021. objavio da odustaje od izrade spin-off serije.

## Vanjske poveznice
- Službena stranica na cwtv.com (engl.)
- Službena stranica na warnerbros.com (engl.)
- Arrow u internetskoj bazi filmova IMDb-a (engl.)